# Sport-Verein Werder von 1899 2018-2019 (femminile)
Questa voce raccoglie le informazioni riguardanti lo Sport-Verein Werder von 1899 nelle competizioni ufficiali della stagione 2018-2019.

## Divise e sponsor
La grafica era la stessa adottata dal Werder Brema maschile. Il main sponsor era Wiesenhof, quello tecnico, fornitore delle tenute da gioco, era Umbro.
|  | Casa | Trasferta | Terza divisa |

## Organigramma societario
Tratto dal sito ufficiale
Area tecnica
- Allenatore: Carmen Roth
- Co-allenatore: Micha Alexander
- Preparatore dei portieri: Eike Herding
- Preparatore atletico: Anna-Lisa Timm
- Fisioterapeuta: Laura Kersting

## Rosa
Rosa, ruoli e numeri di maglia come da sito ufficiale, aggiornati al 7 ottobre 2018.
| N. |                     | Ruolo | Calciatore          |
| -- | ------------------- | ----- | ------------------- |
| 2  | Germania (bandiera) | D     | Luisa Wensing       |
| 3  | Austria (bandiera)  | C     | Sabrina Horvat      |
| 4  | Svizzera (bandiera) | D     | Francesca Calò      |
| 5  | Germania (bandiera) | D     | Michelle Ulbrich    |
| 6  | Germania (bandiera) | C     | Reena Wichmann      |
| 7  | Germania (bandiera) | C     | Lisa-Marie Scholz   |
| 8  | Germania (bandiera) | C     | Bianca Becker       |
| 9  | Austria (bandiera)  | D     | Katharina Schiechtl |
| 11 | Germania (bandiera) | A     | Cindy König         |
| 13 | Germania (bandiera) | C     | Rachel Avant        |
| 15 | Ungheria (bandiera) | D     | Gabriella Tóth      |
| 16 | Germania (bandiera) | C     | Verena Volkmer      |
| 17 | Germania (bandiera) | C     | Giovanna Hoffmann   |
| 18 | Germania (bandiera) | C     | Lina Hausicke       |

| N. |                     | Ruolo | Calciatore          |
| -- | ------------------- | ----- | ------------------- |
| 19 | Germania (bandiera) | A     | Nora Clausen        |
| 20 | Germania (bandiera) | D     | Alicia Kersten      |
| 21 | Germania (bandiera) | C     | Jessica Golebiewski |
| 22 | Germania (bandiera) | P     | Lena Pauels         |
| 23 | Germania (bandiera) | A     | Stephanie Goddard   |
| 24 | Germania (bandiera) | A     | Samantha Steuerwald |
| 25 | Germania (bandiera) | A     | Franziska Gieseke   |
| 26 | Austria (bandiera)  | D     | Adina Hamidovic     |
| 27 | Germania (bandiera) | C     | Nina Lührßen        |
| 28 | Austria (bandiera)  | C     | Julia Kofler        |
| 29 | Germania (bandiera) | A     | Selina Cerci        |
| 30 | Germania (bandiera) | P     | Anneke Borbe        |
| 33 | Germania (bandiera) | P     | Kira Witte          |

## Calciomercato

### Sessione estiva
| Acquisti | Acquisti            | Acquisti                       | Acquisti                  |
| R.       | Nome                | da                             | Modalità                  |
| -------- | ------------------- | ------------------------------ | ------------------------- |
| P        | Kira Witte          | Werder Brema [Primavera B (F)] | aggregata dalle giovanili |
| D        | Francesca Calò      | Young Boys                     | definitivo                |
| D        | Adina Hamidović     | Sand                           | definitivo                |
| D        | Luisa Wensing       | Wolfsburg                      | definitivo                |
| C        | Rachel Avant        | 1. FFC Francoforte II          | definitivo                |
| C        | Bianca Becker       | Jahn Delmenhorst               | definitivo                |
| C        | Sabrina Horvat      | Basilea                        | definitivo                |
| C        | Julia Kofler        | Sturm Graz                     | definitivo                |
| A        | Selina Cerci        | Bayern Monaco II               | definitivo                |
| A        | Samantha Steuerwald | Wolfsburg II                   | definitivo                |

| Cessioni | Cessioni          | Cessioni      | Cessioni   |
| R.       | Nome              | a             | Modalità   |
| -------- | ----------------- | ------------- | ---------- |
| C        | Pia-Sophie Wolter | Wolfsburg     | definitivo |
| C        | Lisa Josten       | Cloppenburg   | definitivo |
| C        | Meggie Schröder   | Schwachhausen | definitivo |

### Sessione invernale
| Acquisti | Acquisti       | Acquisti | Acquisti   |
| R.       | Nome           | da       | Modalità   |
| -------- | -------------- | -------- | ---------- |
| A        | Sofia Inguanta | PSV      | definitivo |

| Cessioni | Cessioni      | Cessioni | Cessioni   |
| R.       | Nome          | a        | Modalità   |
| -------- | ------------- | -------- | ---------- |
| C        | Bianca Becker | Meppen   | definitivo |

## Risultati

### Frauen-Bundesliga

#### Girone di andata
| Arbitro: | Michel (Gau-Odernheim) |

|  |           |                                 |
|  | Marcatori | 2’ Wichmann 49’ Scholz 88’ Tóth |

| Arbitro: | Wildfeuer (Lubecca) |

|  |           |           |
|  | Marcatori | 28’ Reger |

| Arbitro: | Stolz (Pritzwalk) |

|                                       |           |  |
| Zielinski 12’ Makas 65’ Hoppius 90+3’ | Marcatori |  |

| Arbitro: | Derlin (Bad Schwartau) |

|  |           |                            |
|  | Marcatori | 10’ Jakabfi 26’, 86’ Minde |

| Arbitro: | Heimann (Gladbeck) |

|                                           |           |  |
| Rall 48’ Waßmuth 50’ Billa 66’ Linder 86’ | Marcatori |  |

| Arbitro: | Westerhoff (Bochum) |

|  |           |                                                      |
|  | Marcatori | 39’ Dieckmann 45’ Gasper 74’ Petermann 86’ Prašnikar |

| Arbitro: | Diekmann (Dortmund) |

|                              |           |               |
| Feiersinger 35’ Freigang 77’ | Marcatori | 53’ Schiechtl |

| Arbitro: | Söder (Ingolstadt) |

|                 |           |          |
| Schiechtl 45+1’ | Marcatori | 7’ Nesse |

| Arbitro: | Duske (Leverkusen) |

|                                        |           |             |
| Däbritz 6’ Islacker 55’, 76’ Rolfö 84’ | Marcatori | 85’ Volkmer |

| Arbitro: | Weigelt (Lipsia) |

|                           |           |  |
| Blagojević 31’ Arnold 37’ | Marcatori |  |

| Arbitro: | Hussein (Bad Harzburg) |

|  |           |                                  |
|  | Marcatori | 12’ Starke 66’ Schöne 90+1’ Lahr |

#### Girone di ritorno
| Arbitro: | Kunkel (Amburgo) |

|                                                 |           |  |
| Ulbrich 51’ Cerci 53’, 89’ Kersten 59’ Tóth 75’ | Marcatori |  |

| Arbitro: | Söder (Ingolstadt) |

|             |           |  |
| Rudelić 12’ | Marcatori |  |

| Arbitro: | Derlin (Bad Schwartau) |

|                                                     |           |  |
| Schiechtl 32’ Kofler 45+1’ Nati 50’, 83’ Scholz 65’ | Marcatori |  |

| Arbitro: | Joos (Leinfelden-Echterdingen) |

|                                                          |           |  |
| Pajor 5’ Harder 20’, 24’, 62’ Neto 50’ Graham Hansen 59’ | Marcatori |  |

| Arbitro: | Weigelt (Lipsia) |

|          |           |                  |
| Nati 21’ | Marcatori | 63’ (rig.) Billa |

| Arbitro: | Westerhoff (Bochum) |

|                                                      |           |  |
| Chmielinski 27’ Elsig 34’ Schwalm 65’, 73’ Rauch 87’ | Marcatori |  |

| Arbitro: | Michel (Gau-Odernheim) |

|                |           |              |
| Cerci 12’, 50’ | Marcatori | 75’ Martinez |

| Arbitro: | Kunkel (Amburgo) |

|                          |           |                          |
| Knaak 57’ Schüller 90+1’ | Marcatori | 22’ Volkmer 53’ Wichmann |

| Arbitro: | Wildfeuer (Lubecca) |

|  |           |               |
|  | Marcatori | 90+2’ Voňková |

| Arbitro: | Appelmann (Alzey) |

|              |           |                               |
| Schiechtl 7’ | Marcatori | 8’, 19’ Nikolić 27’ Vojteková |

| Arbitro: | Heimann (Gladbeck) |

|          |           |          |
| Bühl 41’ | Marcatori | 9’ Cerci |

### DFB-Pokal der Frauen
| Arbitro: | Stremel (Barnten) |

|           |           |                                              |
| Braun 69’ | Marcatori | 50’ Goddard 56’, 73’ Wichmann 80’ Steuerwald |

| Arbitro: | Wozniak (Herne) |

|                                      |           |  |
| Roord 2’ Lohmann 70’ Beerensteyn 84’ | Marcatori |  |

## Statistiche

### Statistiche di squadra
| Competizione         | Punti | In casa | In casa | In casa | In casa | In casa | In casa | In trasferta | In trasferta | In trasferta | In trasferta | In trasferta | In trasferta | Totale | Totale | Totale | Totale | Totale | Totale | DR  |
| Competizione         | Punti | G       | V       | N       | P       | Gf      | Gs      | G            | V            | N            | P            | Gf           | Gs           | G      | V      | N      | P      | Gf     | Gs     | DR  |
| -------------------- | ----- | ------- | ------- | ------- | ------- | ------- | ------- | ------------ | ------------ | ------------ | ------------ | ------------ | ------------ | ------ | ------ | ------ | ------ | ------ | ------ | --- |
| Frauen-Bundesliga    | 16    | 11      | 3       | 2       | 6       | 15      | 18      | 11           | 1            | 2            | 8            | 8            | 30           | 22     | 4      | 4      | 14     | 23     | 48     | -25 |
| DFB-Pokal der Frauen | -     | -       | -       | -       | -       | -       | -       | 2            | 1            | 0            | 1            | 4            | 4            | 2      | 1      | 0      | 1      | 4      | 4      | 0   |
| Totale               | -     | 11      | 3       | 2       | 6       | 15      | 18      | 13           | 2            | 2            | 9            | 12           | 34           | 24     | 5      | 4      | 15     | 27     | 52     | -25 |

### Andamento in campionato
| Giornata  | 1 | 2 | 3 | 4  | 5  | 6  | 7  | 8  | 9  | 10 | 11 | 12 | 13 | 14 | 15 | 16 | 17 | 18 | 19 | 20 | 21 | 22 |
| --------- | - | - | - | -- | -- | -- | -- | -- | -- | -- | -- | -- | -- | -- | -- | -- | -- | -- | -- | -- | -- | -- |
| Luogo     | T | C | T | C  | T  | C  | T  | C  | T  | T  | C  | C  | T  | C  | T  | C  | T  | C  | T  | C  | C  | T  |
| Risultato | V | P | P | P  | P  | P  | P  | N  | P  | P  | P  | V  | P  | V  | P  | N  | P  | V  | N  | P  | P  | N  |
| Posizione | 3 | 5 | 8 | 10 | 11 | 11 | 11 | 11 | 11 | 11 | 11 | 10 | 11 | 10 | 11 | 11 | 11 | 10 | 10 | 10 | 10 | 11 |

Legenda:

Luogo: C = Casa; T = Trasferta. Risultato: V = Vittoria; N = Pareggio; P = Sconfitta.

### Statistiche delle giocatrici
| Giocatore | Frauen-Bundesliga | Frauen-Bundesliga | Frauen-Bundesliga | Frauen-Bundesliga | DFB-Pokal der Frauen | DFB-Pokal der Frauen | DFB-Pokal der Frauen | DFB-Pokal der Frauen | Totale   | Totale | Totale      | Totale     |
| Giocatore | Presenze          | Reti              | Ammonizioni       | Espulsioni        | Presenze             | Reti                 | Ammonizioni          | Espulsioni           | Presenze | Reti   | Ammonizioni | Espulsioni |
| --------- | ----------------- | ----------------- | ----------------- | ----------------- | -------------------- | -------------------- | -------------------- | -------------------- | -------- | ------ | ----------- | ---------- |
| F. Calò   | 5                 | 0                 | 0                 | 0                 | 0                    | 0                    | 0                    | 0                    | 5        | 0      | 0           | 0          |